# Henryk Szymborski
Henryk Szymborski (ur. 18 stycznia 1931 w Dąbrówce Małej, zm. 30 sierpnia 2008 w Katowicach) – polski piłkarz, występujący na pozycji napastnika, 6-krotny reprezentant Polski.

## Przebieg kariery
Karierę rozpoczynał w klubie TuS Bogudzice, następnie występował w KS 22 Dąbrówka Mała, a także Włókniarzu Trzebinia. W 1950 roku trafił do ŁKS-u Łódź, w którym grał przez 3 lata. W 1952 dołączył do Pogoni Prudnik. W tym samym roku trafił do Legii Warszawa. Szymborski zagrał w jej barwach 27 spotkań i strzelił 18 bramek. W roku 1954 grał w Odrze Opole, natomiast lata 1955–1963 spędził w ŁKS-ie. Karierę zakończył we Włókniarzu Kudowa-Zdrój.
Szymborski rozegrał 6 spotkań w reprezentacji Polski, debiutując 27 maja 1951 w meczu z Węgrami, rozegranym w Budapeszcie.